# Kanton Volmunster
Der Kanton Volmunster war von 1790 bis 2015 ein französischer Wahlkreis im Arrondissement Sarreguemines, im Département Moselle und in der Region Lothringen.

Der Kanton Volmunster innerhalb des Arrondissements Sarreguemines

Der Kanton lag im nördlichen Teil des Bitscher Ländchens (Pays de Bitche), zu dem noch die Kantone Bitche und Rohrbach-lès-Bitche gehörten, an der Grenze zum Saarland und zu Rheinland-Pfalz.

## Geschichte
Der Kanton wurde am 4. März 1790 im Zuge der Einrichtung der Départements als Teil des damaligen Distrikts Bitsch gegründet. Als 1802 der damalige Kanton Breidenbach aufgelöst wurde, wurde der Kanton Volmunster um die meisten Ortschaften dieses Kantons erweitert.
Von 1871 bis 1919 sowie von 1940 bis 1944 gab es keine weitere Untergliederung des damaligen Kreises Saargemünd.

## Gemeinden
Im Kanton Volmunster lagen ausschließlich kleine bäuerliche Dörfer.
| Gemeinde                | Einwohner | Code postal | Code Insee |
| ----------------------- | --------- | ----------- | ---------- |
| Bousseviller            | 150       | 57230       | 57103      |
| Breidenbach             | 346       | 57720       | 57108      |
| Epping                  | 511       | 57720       | 57195      |
| Erching                 | 473       | 57720       | 57196      |
| Hottviller              | 646       | 57720       | 57338      |
| Lengelsheim             | 209       | 57720       | 57393      |
| Loutzviller             | 148       | 57720       | 57421      |
| Nousseviller-lès-Bitche | 134       | 57720       | 57513      |
| Obergailbach            | 255       | 57720       | 57517      |
| Ormersviller            | 300       | 57720       | 57526      |
| Rimling                 | 494       | 57720       | 57584      |
| Rolbing                 | 250       | 57720       | 57590      |
| Schweyen                | 311       | 57720       | 57641      |
| Volmunster              | 896       | 57720       | 57732      |
| Waldhouse               | 382       | 57720       | 57738      |
| Walschbronn             | 525       | 57720       | 57741      |